# Baoji Titanium Industry
Baoji Titanium Industrial Co. Ltd. (chinois : 宝鸡钛业股份有限公司, SSE : 600456) est le plus grand producteur de titane chinois, dont le siège se situe dans la ville de Baoji, dans la  province du Shaanxi. Mise en service en 1999, la Baoji Titanium Industrial Co. Ltd est le plus grand centre de transformation, de recherche et de développement du titane en Chine. Son capital social s'élève à 200 millions de yuans avec l'usine de métaux non ferreux Baoji comme plus grand actionnaire. Les valeurs de la Baoji Titanium sont placées à la bourse de Shanghai. 

## Contrats
Le plus grand producteur de titane chinois Baoji Titanium Industrial Co. Ltd. a signé[Quand ?] un contrat de trois ans d'une valeur de 130 millions de  dollars avec Boeing, Baoji Titanium lui fournira quelque 4 300 tonnes de produits en titane.